# Seki Mitsuhiro
Mitsuhiro Seki (関 光博 Seki Mitsuhiro, sinh ngày 8 tháng 5 năm 1982 ở Machida, Tokyo) là một cầu thủ bóng đá người Nhật Bản hiện tại thi đấu cho Fujieda MYFC.
Seki trước đây thi đấu cho Roasso Kumamoto ở J2 League.

## Thống kê sự nghiệp câu lạc bộ
Cập nhật đến ngày 23 tháng 2 năm 2016.
| Thành tích câu lạc bộ | Thành tích câu lạc bộ | Thành tích câu lạc bộ | Giải vô địch | Giải vô địch | Cúp                   | Cúp                   | Tổng cộng | Tổng cộng |
| Mùa giải              | Câu lạc bộ            | Giải vô địch          | Số trận      | Bàn thắng    | Số trận               | Bàn thắng             | Số trận   | Bàn thắng |
| Nhật Bản              | Nhật Bản              | Nhật Bản              | Giải vô địch | Giải vô địch | Cúp Hoàng đế Nhật Bản | Cúp Hoàng đế Nhật Bản | Tổng cộng | Tổng cộng |
| --------------------- | --------------------- | --------------------- | ------------ | ------------ | --------------------- | --------------------- | --------- | --------- |
| 2005                  | Rosso Kumamoto        | JRL                   | 18           | 7            | 1                     | 0                     | 19        | 7         |
| 2006                  | Rosso Kumamoto        | JFL                   | 28           | 4            | 1                     | 0                     | 29        | 4         |
| 2007                  | Rosso Kumamoto        | JFL                   | 17           | 0            | 0                     | 0                     | 17        | 0         |
| 2008                  | Roasso Kumamoto       | J2 League             | 3            | 0            | 0                     | 0                     | 3         | 0         |
| 2009                  | New Wave Kitakyushu   | JFL                   | 22           | 4            | 1                     | 0                     | 23        | 4         |
| 2010                  | Giravanz Kitakyushu   | J2 League             | 33           | 2            | 1                     | 0                     | 34        | 2         |
| 2011                  | Giravanz Kitakyushu   | J2 League             | 36           | 3            | 2                     | 0                     | 38        | 3         |
| 2012                  | Giravanz Kitakyushu   | J2 League             | 33           | 0            | 0                     | 0                     | 33        | 0         |
| 2013                  | Tokyo Verdy           | J2 League             | 9            | 1            | 2                     | 1                     | 11        | 2         |
| 2014                  | Kagoshima United FC   | JFL                   | 7            | 1            | –                     | –                     | 7         | 1         |
| 2015                  | Kagoshima United FC   | JFL                   | 14           | 0            | 1                     | 0                     | 15        | 0         |
| Tổng                  | Tổng                  | Tổng                  | 220          | 22           | 9                     | 1                     | 229       | 23        |